# Setropie
Setropie – wieś sołecka w Polsce położona w województwie mazowieckim, w powiecie płockim, w gminie Drobin.
| SIMC    | Nazwa          | Rodzaj    |
| ------- | -------------- | --------- |
| 0563602 | Górne Setropie | część wsi |

W latach 1975–1998 miejscowość administracyjnie należała do województwa płockiego.